# 人間の條件 (映画)
『人間の條件』（にんげんのじょうけん）は、日本映画。原作小説の全6部を3本の映画作品としたトリロジー構成で、1959年から1961年にかけて公開された。五味川純平の同名小説の映画化作品である。

## 概要

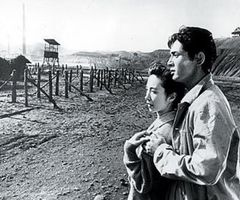
梶（仲代達矢）と妻の美千子（新珠三千代）

主人公の梶を通して戦争における人間性を描いた作品。当時の多くのスター俳優や女優をキャスティングした大作であり、特に主演の仲代達矢は監督・小林正樹も感服する演技を見せ、本作以降はさまざまな名監督たちと組んで活動することになる。
全6部構成で上映時間9時間31分と紹介される事もあるが、全6部構成とは原作の小説の構成であって、映画はまず原作の1部2部のみを作品化して公開され、続いて3部4部で一本、さらに5部6部で一本というふうに、「映画」としては3作品で構成されている。当然ながらこれらの3本の封切りは作品の完成ごとに個別に行われた。従って厳密に見れば、この作品はそれぞれ3時間強の映画3本によるトリロジーと見なされるべきである。後述のように3作品のいわゆる一挙上映が行われた際は、この3作品をもって「総集編」という呼称が使われているが、実際には上記の3作品が休憩を挟んで上映されるだけで、特に「総集編」と呼ばれるべき一本9時間半の映画が存在するわけではない。
それでも9時間31分に及ぶ総上映時間は、製作当時の商業用映画としては最長の長さであり、ギネスブックにも掲載されていた（邦訳版では1980年版まで）。また、本作の全3作を一挙に上映したことが、日本の映画館でのオールナイト興行の走りといわれている。テレビでは、1979年1月2日に東京12チャンネル（現・テレビ東京）が開局15年記念事業として全3作を12時間ノーカット（途中ミニ番組による中断をはさむ）で一挙に放送した。これが12時間超ワイドドラマ開始（1981年）の嚆矢にもなった。

## 撮影
旧満州帝国を舞台としているが、当時の国際情勢と日中間の国交が無いゆえに、本来の舞台である中華人民共和国でのロケは不可能だったため、主に北海道のサロベツ原野周辺で撮影が行われている。
戦闘シーンは陸上自衛隊の協力を受け、北海道内の自衛隊演習地内で撮影された。劇中に登場する九九式短小銃には、分解清掃や戦闘の場面では同自衛隊から貸し出された実銃が使用され、射撃の場面では空包を使用している。第4部の戦闘シーンでは同じく自衛隊の協力でブローニングM1919重機関銃が登場する。ソ連軍との戦闘シーンでは、草で擬装されて輪郭を隠したM4中戦車がソ連軍戦車として登場している。ソ連兵が装備するPPSh-41の小道具が登場するが、第4部では弾倉が逆に付いている。第5部の射撃シーンでは実物に近い形の物が登場するが、寸法は大きい。

## スタッフ
基本情報に含まれないスタッフは以下の通り。
- 原作 - 五味川純平
- 中国語監修 - 黎波
- ロシア語監修 - 小泉健司
- 美術 - 平高主計
- 録音 - 西崎英雄
- 照明 - 青松明
- 編集 - 浦岡敬一

## キャスト

『第一部 純愛篇／第二部 激怒篇』（1959年）のスタッフとキャスト

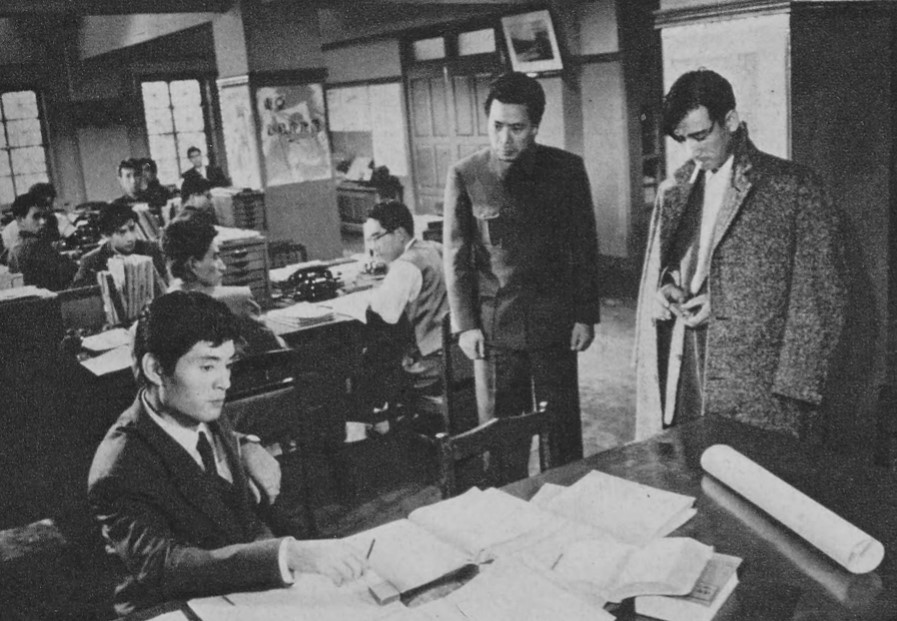
仲代達也、佐田啓二

『第5部・第6部 完結篇』（1961年）のポスター

第一部 純愛篇／第二部 激怒篇　1959.01.15
- 梶：仲代達矢
- 美千子：新珠三千代（東宝）
- 金東福：淡島千景
- 楊春蘭：有馬稲子
- 影山少尉：佐田啓二
- 沖島：山村聡
- 陳：石浜朗
- 高：南原伸二
- 王亨立：宮口精二（文学座）
- 渡合軍曹：安部徹
- 黑木所長：三島雅夫（俳優座）
- 岡崎：小沢栄太郎（俳優座）
- 古屋：三井弘次
- 河野大尉：河野秋武
- 本社部長：中村伸郎（文学座）
- 張命賛：山茶花究
- 饅頭屋の親爺：東野英治郎（俳優座）
- 牟田：永田靖（俳優座）
- 川島：小杉義男（東宝）
- 松田：芦田伸介
- 靖子：小林トシ子
- 黄：殿山泰司
- 劉：北竜二
- 谷晃（東宝）
- 宋：増田順二（東映）
- 金田：浜田寅彦（俳優座）
- 岡崎の妻：岸輝子（俳優座）
- 満州浪人：佐々木孝丸
- 田中上等兵：福岡正剛
- 小林：磯野秋雄
- 樋口：玉島愛造
- 大友純
- 崔：織本順吉（青俳）
- 小池：稲川善一
- 岡崎の部下：小松方正
- 杉山徳子（俳優座）
- 三戸部スエ（俳優座）
- 遠山文雄
- 高木信夫
- 小泉二等兵：末永功
- 谷崎純
- 秩父晴子

第三部 望郷篇／第四部 戦雲篇　1959.11.20
第三部
- 梶：仲代達矢
- 美千子：新珠三千代（東宝）
- 佐々二等兵：桂小金治
- 日野准尉：多々良純
- 吉田上等兵：南道郎（東宝）
- 新城一等兵：佐藤慶（新人会）
- 小原二等兵：田中邦衛（俳優座）
- 橋谷軍曹：内田良平
- 田ノ上二等兵：柳谷寛
- 板内上等兵：植村謙二郎
- 德永看護婦：岩崎加根子（俳優座）
- 小原の妻：倉田マユミ（大映）
- 丹下一等兵：内藤武敏（民藝）
- 工藤大尉：城所英夫（新人会）
- 曽我軍曹：青木義朗（青俳）
- 久保二等兵：小瀬朗
- 衛生兵長：田村保
- 沢村婦長：原泉
- 山崎上等兵：矢野宣（俳優座）
- 週番士官：武内亨（俳優座）
- 白戸二等兵：宮部昭夫（新人会）
- 金森二等兵：江幡高志（新人会）

第四部
- 梶：仲代達矢
- 影山少尉：佐田啓二
- 寺田二等兵：川津祐介
- 鳴門二等兵：藤田進（東宝）
- 小野寺兵長：千秋実（東宝）
- 見習士官：安井昌二
- 參謀：渡辺文雄
- 土肥中尉：浜村純
- 野中少尉：小林昭二（新人会）
- 弘中伍長：諸角啓二郎
- 赤星上等兵：井上昭文（新人会）
- 円寺二等兵：小笠原章二郎
- 中井二等兵：大木正司（俳優座）
- 小泉二等兵：末永功
- 増井一等兵：井川比佐志（俳優座）
- 松島伍長：北見治一（文学座）

『第3部 望郷篇／第4部 戦雲篇』のポスター

『第3部 望郷篇／第4部 戦雲篇』（1959年）

- 出演：俳優座、新人会、三期会、青俳、青年座、舞台芸術劇場、泉座、演出劇場、葦、現代座、えくらん社

第五部 死の脱出篇／第六部 曠野の彷徨篇 1961.01.28
- 梶：仲代達矢
- 美千子：新珠三千代（東宝）
- 避難民の少女：中村玉緒（大映）
- 寺田二等兵：川津祐介
- 避難民の長老：笠智衆
- 丹下一等兵：内藤武敏（民藝）
- 竜子：岸田今日子（文学座）
- 梅子：瞳麗子
- 弘中伍長：諸角啓二郎
- 匹田一等兵：清村耕次（東映）
- 桐原伍長：金子信雄
- 永田大尉：須賀不二男
- 洞窟隊長：石黒達也
- 北郷曹長：北村和夫（文学座）
- 朝鮮に行く兵長：高原駿雄
- 吉良上等兵：山内明（民藝）
- 野毛少佐：二本柳寛
- 皆川通訳：林孝一（仲間）
- 老教師：御橋公
- 石炭屋：上田吉二郎
- 雑貨屋：坊屋三郎
- 朝鮮人：成瀬昌彦（青年座）
- 小椋上等兵：陶隆（東芸）
- 道路の避難民：菅井きん
- 雑貨屋の妻：中村美代子（俳優座）
- 老教師の妻：南美江（文学座）
- 石炭屋の妻：石本倫子（東芸）
- 避難民少年（弟）：真藤孝行
- 部落の避難民：北原文枝
- 兵隊B：福原秀雄（潮）
- 井出一等兵：広沢忠好（泉座）
- 一軒家の老農夫：南大治郎
- 畑の中国農民：大杉莞児
- 福本上等兵：平田守（青年座）
- 輸送将校：エド・キーン
- 饅頭屋：ヘンリー・バン
- 避難民の女：高峰秀子

## 受賞・表彰
- 優秀映画鑑賞会特選
- 文部省選定
- 都教育庁特選
- 都民映画コンクール金賞
- 第21回ヴェネツィア国際映画祭 - 1部・2部に対して
  - サン・ジョルジョ賞（銀賞）
  - パシネッティ賞（映画批評家賞）

## 参考資料
- 劇場用パンフレット（総集編-リバイバル上映版）